# Orada
Orada es una freguesia portuguesa del concelho de Borba, con 50,83 km² de superficie y  habitantes (2001). Su densidad de población es de 17,3 hab/km².